# Ayguesvives
Pour l’article ayant un titre homophone, voir Aigues-Vives.
Ayguesvives [ajɡəvivə] (Aigas Vivas en occitan) est une commune française située dans l'est du département de la Haute-Garonne, en région Occitanie. Sur le plan historique et culturel, la commune fait partie du Lauragais, l'ancien « Pays de Cocagne », lié à la fois à la culture du pastel et à l’abondance des productions, et de « grenier à blé du Languedoc ».
Exposée à un climat océanique altéré, elle est drainée par le canal du Midi, l'Entournat, le ruisseau d'Amadou, le ruisseau des Mals et par divers autres petits cours d'eau. La commune possède un patrimoine naturel remarquable composé d'une zone naturelle d'intérêt écologique, faunistique et floristique.
Ayguesvives est une commune rurale qui compte 2 807 habitants en 2022, après avoir connu une forte hausse de la population depuis 1975. Elle appartient à l'unité urbaine d'Ayguesvives et fait partie de l'aire d'attraction de Toulouse. Ses habitants sont appelés les Ayguesvivois et Ayguesvivoises.
Le patrimoine architectural de la commune comprend deux  immeubles protégés au titre des monuments historiques : l'Hôtel de Grailhe, inscrit en 1998, et la chapelle du château de Roquelaure, inscrite en 1998.

## Géographie

### Localisation
La commune d'Ayguesvives se trouve dans le département de la Haute-Garonne, en région Occitanie.
Elle se situe à 22 km à vol d'oiseau de Toulouse, préfecture du département, et à 9 km d'Escalquens, bureau centralisateur du canton d'Escalquens dont dépend la commune depuis 2015 pour les élections départementales.
La commune fait en outre partie du bassin de vie de Toulouse.
Les communes les plus proches sont : 
Baziège (2,4 km), Montgiscard (3,0 km), Belbèze-de-Lauragais (3,3 km), Montesquieu-Lauragais (3,5 km), Saint-Léon (5,0 km), Villenouvelle (5,3 km), Donneville (5,5 km), Pouze (5,7 km).
Sur le plan historique et culturel, Ayguesvives fait partie du pays toulousain, une ceinture de plaines fertiles entrecoupées de bosquets d'arbres, aux molles collines semées de fermes en briques roses, inéluctablement grignotée par l'urbanisme des banlieues.
Ayguesvives est limitrophe de cinq autres communes.
Les communes limitrophes sont Montgiscard, Baziège, Montesquieu-Lauragais, Nailloux et Saint-Léon.
| Montgiscard | Baziège     |                       |
|             | Ayguesvives | Montesquieu-Lauragais |
| Saint-Léon  | Nailloux    |                       |

Cette commune de l'aire d'attraction de Toulouse est située dans le Lauragais, à 23 km au sud-est de Toulouse.

### Géologie
La superficie de la commune est de 1 311 hectares ; son altitude varie de 156  à   271 mètres.

### Hydrographie

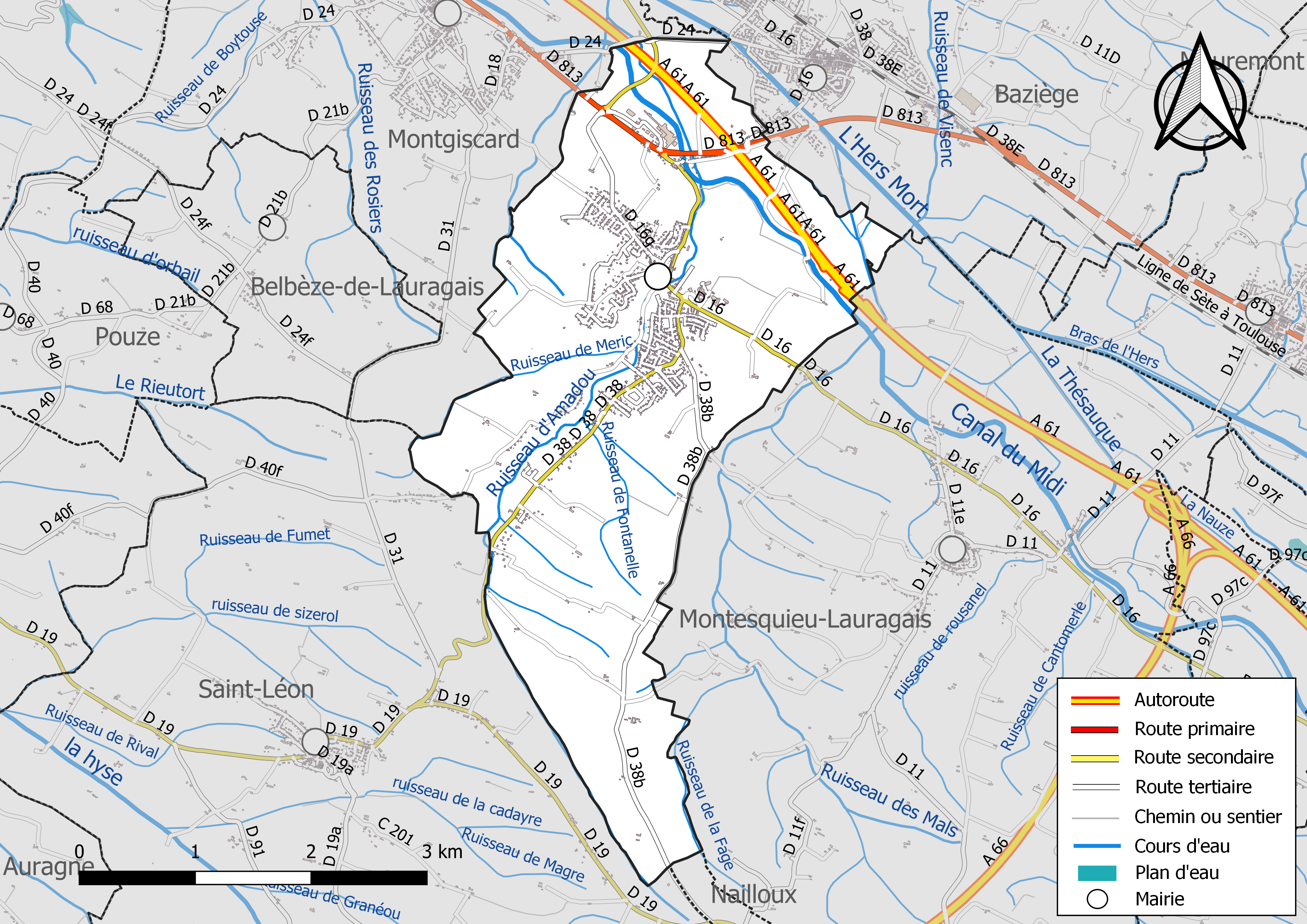
Réseaux hydrographique et routier d'Ayguesvives.

La commune est dans le bassin versant de la Garonne, au sein du bassin hydrographique Adour-Garonne. Elle est drainée par le canal du Midi, l'Entournat, le ruisseau d'Amadou, le ruisseau des Mals, le ruisseau de Fontanelle, le ruisseau de la Fage, le ruisseau de Meric, le ruisseau de Toutens et par divers petits cours d'eau, constituant un réseau hydrographique de 20 km de longueur totale,.
Le canal du Midi, d'une longueur totale de 239,8 km, est un canal de navigation à bief de partage qui relie Toulouse à la mer Méditerranée depuis le xviie siècle. Il longe la commune sur son flanc nord-est.

### Climat
Pour des articles plus généraux, voir Climat de l'Occitanie et Climat de la Haute-Garonne.
En 2010, le climat de la commune est de type climat du Bassin du Sud-Ouest, selon une étude s'appuyant sur une série de données couvrant la période 1971-2000. En 2020, Météo-France publie une typologie des climats de la France métropolitaine dans laquelle la commune est exposée à un climat océanique altéré et est dans la région climatique Aquitaine, Gascogne, caractérisée par une pluviométrie abondante au printemps, modérée en automne, un faible ensoleillement au printemps, un été chaud (19,5 °C), des vents faibles, des brouillards fréquents en automne et en hiver et des orages fréquents en été (15 à 20 jours).
Pour la période 1971-2000, la température annuelle moyenne est de 13,3 °C, avec une amplitude thermique annuelle de 15,7 °C. Le cumul annuel moyen de précipitations est de 697 mm, avec 9,1 jours de précipitations en janvier et 5,5 jours en juillet. Pour la période 1991-2020, la température moyenne annuelle observée sur la station météorologique la plus proche, située sur la commune de Ségreville à 13 km à vol d'oiseau, est de 13,4 °C et le cumul annuel moyen de précipitations est de 747,6 mm,. Pour l'avenir, les paramètres climatiques de la commune estimés pour 2050 selon différents scénarios d'émission de gaz à effet de serre sont consultables sur un site dédié publié par Météo-France en novembre 2022.

### Milieux naturels et biodiversité

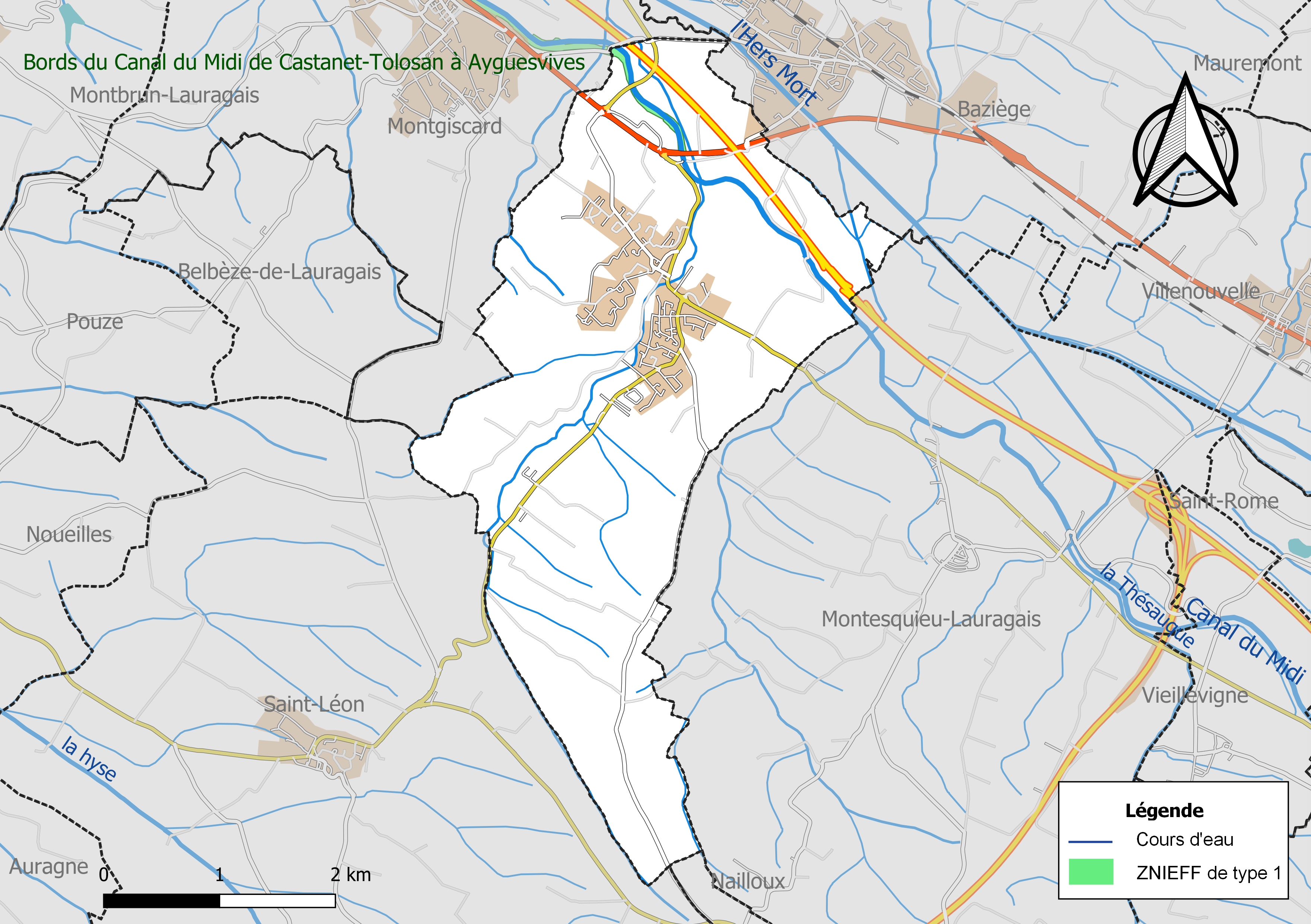
Carte de la ZNIEFF de type 1 localisée sur la commune.

L’inventaire des zones naturelles d'intérêt écologique, faunistique et floristique (ZNIEFF) a pour objectif de réaliser une couverture des zones les plus intéressantes sur le plan écologique, essentiellement dans la perspective d’améliorer la connaissance du patrimoine naturel national et de fournir aux différents décideurs un outil d’aide à la prise en compte de l’environnement dans l’aménagement du territoire.
Une ZNIEFF de type 1 est recensée sur la commune :
les « bords du Canal du Midi de Castanet-Tolosan à Ayguesvives » (77 ha), couvrant 7 communes du département.

## Urbanisme

### Typologie
Au 1er janvier 2024, Ayguesvives est catégorisée bourg rural, selon la nouvelle grille communale de densité à sept niveaux définie par l'Insee en 2022.
Elle appartient à l'unité urbaine d'Ayguesvives, une unité urbaine monocommunale constituant une ville isolée,. Par ailleurs la commune fait partie de l'aire d'attraction de Toulouse, dont elle est une commune de la couronne,. Cette aire, qui regroupe 527 communes, est catégorisée dans les aires de 700 000 habitants ou plus (hors Paris),.

### Occupation des sols
L'occupation des sols de la commune, telle qu'elle ressort de la base de données européenne d’occupation biophysique des sols Corine Land Cover (CLC), est marquée par l'importance des territoires agricoles (86,8 % en 2018), en diminution par rapport à 1990 (93,9 %). La répartition détaillée en 2018 est la suivante : 
terres arables (80,3 %), zones urbanisées (9,9 %), prairies (4,5 %), zones industrielles ou commerciales et réseaux de communication (2 %), zones agricoles hétérogènes (2 %), forêts (1,3 %). L'évolution de l’occupation des sols de la commune et de ses infrastructures peut être observée sur les différentes représentations cartographiques du territoire : la carte de Cassini (XVIIIe siècle), la carte d'état-major (1820-1866) et les cartes ou photos aériennes de l'IGN pour la période actuelle (1950 à aujourd'hui).

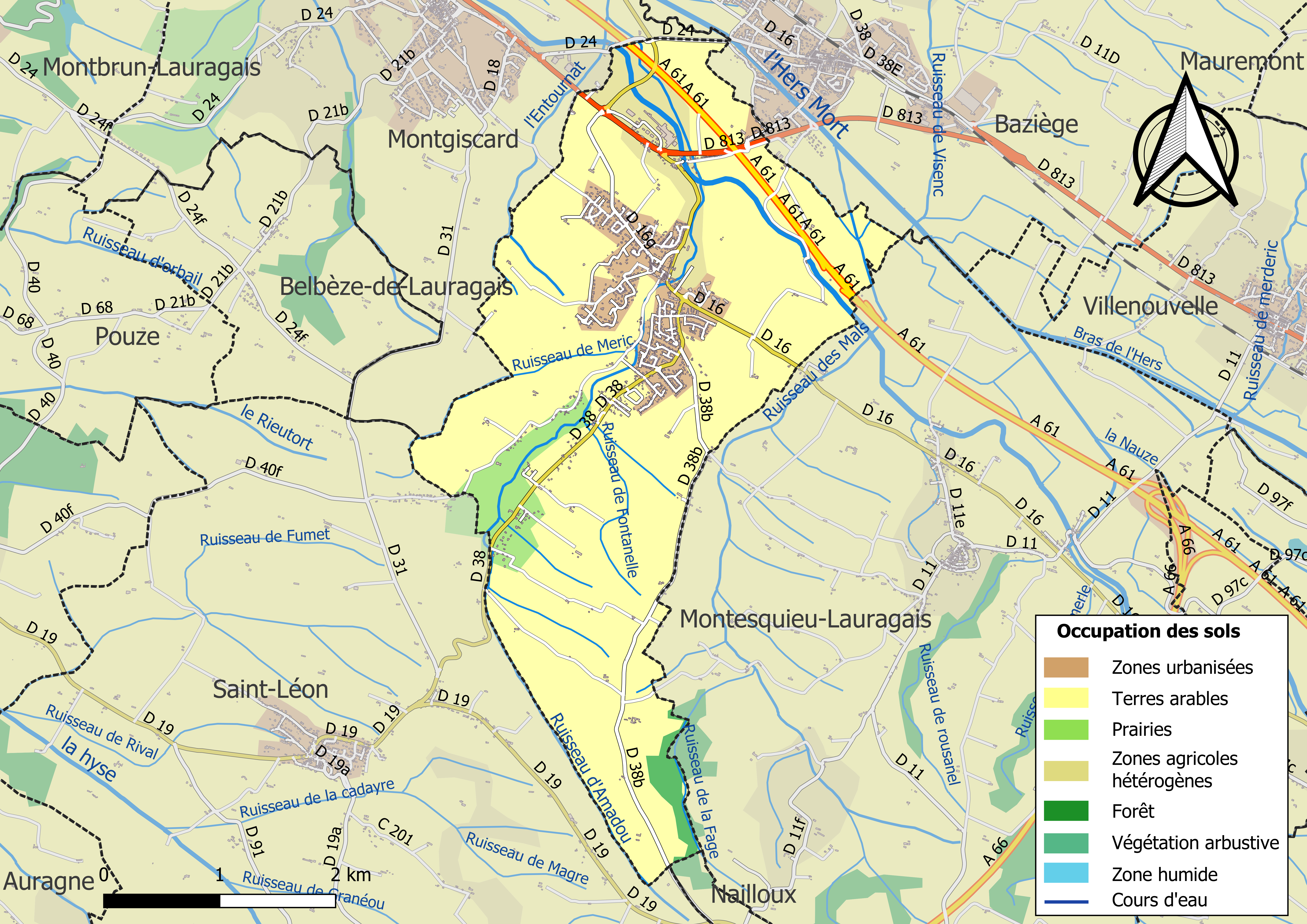
Carte des infrastructures et de l'occupation des sols de la commune en 2018 (CLC).

### Voies de communication et transports
Par la route : D 813 ancienne route nationale 113 ou l'A61 (sorties nos 19.1).
Par le train : en gare de Baziège par TER Midi-Pyrénées sur la ligne de Bordeaux-Saint-Jean à Sète-Ville.
Plusieurs lignes du réseau Lio permettent de relier la commune à Toulouse et aux villes voisines :
- la ligne 350 part de Université-Paul-Sabatier à Toulouse jusqu'à Avignonet-Lauragais en passant par le lieu-dit Ticaille ;
- la ligne 383 part de la gare routière de Toulouse jusqu'à Salles-sur-l'Hers en passant par le centre de la commune.

Par l'avion : l'aéroport de Toulouse-Blagnac.

### Risques majeurs
Le territoire de la commune d'Ayguesvives est vulnérable à différents aléas naturels : météorologiques (tempête, orage, neige, grand froid, canicule ou sécheresse), inondations et séisme (sismicité très faible). Il est également exposé à un risque technologique, la rupture d'un barrage. Un site publié par le BRGM permet d'évaluer simplement et rapidement les risques d'un bien localisé soit par son adresse soit par le numéro de sa parcelle.

#### Risques naturels
Certaines parties du territoire communal sont susceptibles d’être affectées par le risque d’inondation par débordement de cours d'eau, notamment le canal du Midi. La commune a été reconnue en état de catastrophe naturelle au titre des dommages causés par les inondations et coulées de boue survenues en 1982, 1988, 1990, 1992, 1994, 1996, 1997, 1998, 1999, 2006 et 2009,.

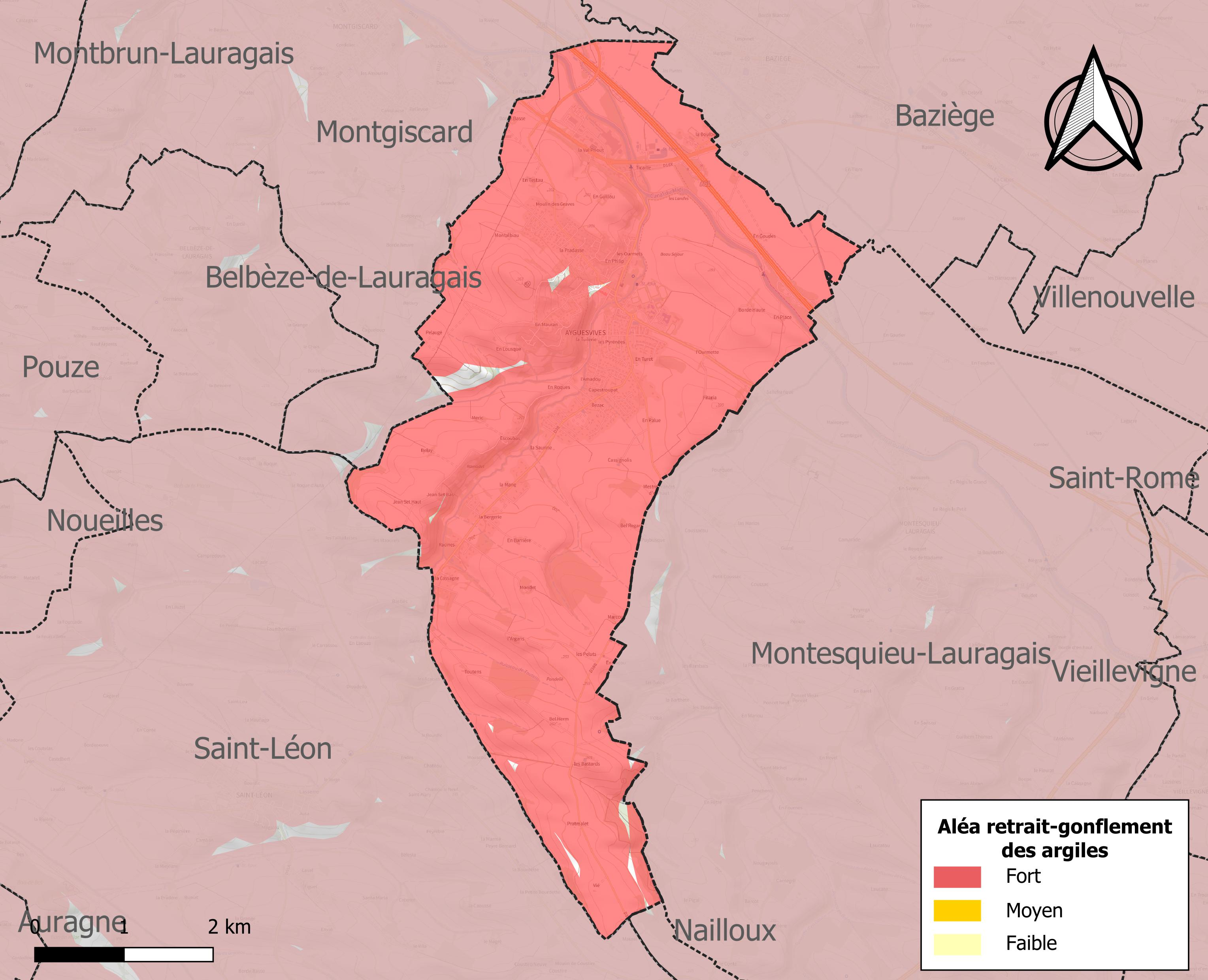
Carte des zones d'aléa retrait-gonflement des sols argileux d'Ayguesvives.

Le retrait-gonflement des sols argileux est susceptible d'engendrer des dommages importants aux bâtiments en cas d’alternance de périodes de sécheresse et de pluie. 98,9 % de la superficie communale est en aléa moyen ou fort (88,8 % au niveau départemental et 48,5 % au niveau national). Sur les 988 bâtiments dénombrés sur la commune en 2019, 981 sont en aléa moyen ou fort, soit 99 %, à comparer aux 98 % au niveau départemental et 54 % au niveau national. Une cartographie de l'exposition du territoire national au retrait gonflement des sols argileux est disponible sur le site du BRGM,.
Par ailleurs, afin de mieux appréhender le risque d’affaissement de terrain, l'inventaire national des cavités souterraines permet de localiser celles situées sur la commune.
Concernant les mouvements de terrains, la commune a été reconnue en état de catastrophe naturelle au titre des dommages causés par la sécheresse en 1989, 1991, 1998, 2003, 2011 et 2016 et par des mouvements de terrain en 1999.

#### Risques technologiques
La commune est en outre située en aval du barrage de l'Estrade sur la Ganguise (département de l'Aude). À ce titre elle est susceptible d’être touchée par l’onde de submersion consécutive à la rupture de cet ouvrage.

## Toponymie
L’écriture la plus ancienne connue est issue de l’occitan « Aygasvivas » (compoix de 1489) qui signifie « eaux courantes » (cf. Alibert, Étude des parlers languedociens). Les habitants de la commune sont appelés les Ayguesvivois et Ayguesvivoises.

## Histoire
- Certaines informations devraient être mieux reliées aux sources mentionnées dans la bibliographie ou les liens externes. Améliorez sa vérifiabilité en les associant par des références. (Marqué depuis janvier 2016)

### L’église
L’église d’Ayguesvives, gothique-renaissance, construite en briques foraines en 1500, est dédiée à Saint Saturnin. Les travaux sont achevés en 1520. L’une des cloches est datée de 1521. En 1572, les huguenots pillent et détruisent l’église, il ne reste que les murs. Elle sera restaurée, le bénitier actuel date de 1612. Des chapelles latérales abritent les membres de quelques familles locales : Les de Martin d’Ayguesvives, de Saint-Félix, Gabalda et Courrech-Pagès. Les fresques sur le thème « la vie de Saint Sernin martyrisé à Toulouse vers 250 » sont peintes en 1896 par Gabriel Béringuier (1842-1913). L’ancien cimetière était situé contre l’église, côté Est. Il a été par la suite déplacé en haut de la colline, côté Ouest.

#### Les prieurs d’Ayguesvives
À sa création, la paroisse d’Ayguesvives fonctionne sous l’administration ecclésiale de Montgiscard. Des noms apparaissent dans quelques rares documents historiques : En 1514, Pierre Palharet est « prieur d'Ayguesvives », il devient chanoine en 1536. Le prieur suivant est Antoine de Bon. En 1545, le « prieur de Venerque » possède des biens au village dont une maison, il est suivi par le « prieur d’Auragne », puis le « prieur de Trevigne ». Après 1572, Monsieur Durand, chanoine de Saint-Étienne, s’installe à son tour. Le premier registre paroissial date de 1622, c’est le prêtre-vicaire Dugay qui enregistre les actes d’état civil.

#### Les anciennes églises d’Ayguesvives
Un testament datant de 1383 parle de deux églises à Ayguesvives : Le seigneur Bernard de Roqueville fait un don aux paroisses de Saint-Jean-de-Casalas et Saint-Barthélémy d’Ayguesvives :
- Saint-Barthélémy semble être l’ancienne église du village. L’actuelle a peut-être été bâtie sur les vestiges de l’ancienne ;
- la chapelle de Saint-Jean-de-Cazalas dépendait de la paroisse de Montgiscard et se situait à proximité de Jean Set Bas. L’abbé H. Duffaut (cf. « Roqueville » Monographie) en signale l’existence dès le XIVe siècle. En 1629, son cimetière est encore attesté[26], il est utilisé lors de la grande épidémie de peste. On y enterre le petit Anthoine Roques, 9 ans, décédé du « mal contagieux ». En 1596, le compte rendu d’une visite pastorale la cite comme une petite chapelle annexe : « Le recteur fermier a une annexe Saint-Jean de Casala, là où il y a 60 à 80 personnes de communion / et depuis qu’il est recteur, la rente n’est pas fixée. Le cardinal de Joyeuse s’arrente 6 ou 8 escuts. Et s’il le veut, voyant la peine du recteur et pour lui permettre de vivre, joindra ladite rente dudit Saint-Jean de Casala »[27]. On ne sait pas à quel moment la chapelle est détruite. Un lieu-dit « Saint-Jean de Casalas » persiste jusqu'en 1743, puis disparaît sur le cadastre napoléonien de 1808.

### Les châteaux
Pas moins de quatre édifices remarquables à Ayguesvives, habités par les seigneurs et autres personnalités qui ont marqué l’histoire du village :

#### Le château d’Ayguesvives
Le château d’Ayguesvives, devenu mairie en 2003, est l’ancienne demeure de la famille de Martin d’Ayguesvives. Sa construction débute en 1720 pour s’achever en 1740. Les armoiries des propriétaires sont visibles au plafond de la chapelle qui leur est dédiée à l’intérieur de l’église (côté sud). Cette dernière, située à seulement quelques mètres du château, avait une entrée privée donnant directement dans la chapelle, que les de Martin d’Ayguesvives utilisaient pour assister au culte sans se mêler à la foule des fidèles.

#### Le château de Saint-Félix
Probablement construit au XVIIe siècle, le château de la famille des de Saint-Félix est aussi nommé par les anciens du village « le pavillon de chasse ». L’architecture se distingue par son raffinement, très différente de celle des autres édifices d’Ayguesvives, avec un toit d’ardoises unique dans la commune et deux élégantes tourelles en façade. Le domaine apparaît dans le cadastre d'Ayguesvives de 1743, au 9e moulon appelé « Au faubourg dauta A Casal et au château de Monsieur de Saint-Félix ». Il est précisé « Monsieur de St-Felix conseigneur tient au faubourg d’auta Ayguesvives un château avec ces offices écurie bassecour pigeoniés jardin et verger font tout 2 arpents 0 pugnère 0 boisseau 2/3 ».

#### La maison des Gabalda
Ce joyau d’architecture typiquement lauragaise du XVIIe siècle, en briques foraines, est implanté dans un parc de deux hectares. L’édifice actuel présente deux façades différentes, alors qu’à l’origine il ne formait qu’un seul corps de bâtiment. Cette maison de maître appartient au XVIIIe siècle à Monsieur Gabalda. Le cadastre de 1743 décrit ses biens en ces termes : « Monsieur Gabalda bourgois tient au faubourg d’orient une maison à haut étage contenant 5 perches ½ ». Ils possèdent également de nombreuses parcelles (terres, vignes, bois, prés) et cinq autres maisons dans le Fort de la ville, au faubourg de septentrion, de cers le Fort, deux au campmas de Phelip, plus quatre 4 métairies (a Capestroupat, als Calbels, a Fiteria sive a las Graves, a Casaniolis). Les Gabalda sont issus d’une très ancienne famille de propriétaires, notables, avocats, militaires, … avec notamment une filiation avec la lignée des Esquirol et des de Campferran. Des extensions sont réalisées à l’arrière de l’édifice au XVIIIe siècle. La vigne était encore cultivée sur le domaine dans le courant du XXe siècle. Des chais situés côté Ouest du parc, le long du chemin de la Tuilerie, abritaient les fûts. Les maisons actuelles, rue du Fort, constituaient à l’origine les dépendances et écuries.

#### Le château des Bastards
Les premières traces écrites concernant Les Bastards remontent à 1160 lorsque Roger Bernard fait don du domaine des Bastards aux religieux de l’ordre de Cîteaux (prieuré au Sud de Mazères). L’abbé H. Duffaut parle des frontières du fief des Roqueville (Montgiscard) en ces termes : « Du côté opposé, vers le sud, le fief de Roqueville avoisinait les dépendances du château des Bastards, dont le domaine, en 1290, confrontait à l'honneur des chevaliers de Roqueville ».
Vient ensuite un acte d'échange de la terre et du château des Bastards, consenti en 1292 par Philippe le Bel aux frères Bernard et Normand de Villèle. Cet acte est publié en 1898 par M. Douais dans Les Annales du Midi. Le compoix d’Ayguesvives de 1489 ne mentionne pas le domaine des Bastards, ce qui confirme qu’il ne faisait pas partie au fief du seigneur Ramon de Pechbusca à cette époque. D’après Jean Ramière de Fortanier dans son ouvrage Les Droits seigneuriaux dans la sénéchaussée et comté de Lauragais, il y avait à Montesquieu deux terroirs nobles, celui de Bigot et celui des Bastards. Ce dernier formant une juridiction séparée appartenant au Roi. La directe appartenait à l’abbaye de Boulbonne qui la vendit dans la deuxième moitié du XVIe siècle à Durand d’Avessens. Le 10 août 1604, noble Odet d’Avessens, sieur d’Aumont, la vend à Durand Gautier dont la fille épouse un de Blandinières.
Le dénombrement d’Ayguesvives de 1545 nous apprend que : « Nobles Sicard et Arnauld de Garaud frères, de Montesquieu, tiennent une borde sise en la juridiction d'Ayguesvives au lieu appelé al campmas d’en Marques aux appartenances des Bastards, en indivis avec le collège de Pampelune de Tholosa ».
En 1710, Ayguesvives se défait de la tutelle administrative et financière de Montgiscard, le domaine des Bastards fait partie du consulat d’Ayguesvives. De 1710 à 1720, trois Consuls sont nommés : deux pour Ayguesvives et un pour Les Bastards, ce dernier disparaît en 1729. Deux Consuls président jusqu’en 1789 à l’administration du consulat « d’Ayguesvives les Bastards réunis ».
Le cadastre d’Ayguesvives de 1743 mentionne : « Noble Accurse de Blandinières tient as Bastards un château avec ses offices, chapelle, écurie, basses-cours, pigeonnier, parterre, jardin, verger et vigne, le tout entouré d’une haie font 6 arpents ».
Le domaine des Bastards est un lieu isolé qui a nécessité la construction d’un édifice religieux à proximité. L’église de Saint-Pierre-des-Bastards a donc été érigée, avec son cimetière attenant. Elle sera complètement rasée en décembre 1760.

### Le fort

#### Le fort d’Ayguesvives
On trouve la première trace écrite du fort d’Ayguesvives dans le compoix de 1489 : « Arnaut Ortiguie a ung hostal dedins lo fort de Aygasvivas » qui abrite vingt-trois maisons et un pigeonnier.
Liste des propriétaires de maisons en 1489 à l’intérieur du Fort : Arnaut Ortiguié, Guilhem Ortiguié, Bernat Ortiguié, Frances Pergua, Georgi Balada, Bernat Agamos et Monsieur Guilhem Perga, Jehan de Malagoda, Arnaut Loth, Ramon Squirolh, Vidal Bardet, Ramon Del Fieu, Jacmes et Johan Alboy, Peyre del Bosc, Manant Aganos, Berdot Jany, Bertrand Casterinhié, Johan Del Sol, Arnaut Guilhem Vidal, Guinot Ramié, Nicholau de Labadia, Monsieur Ramon de Pechbusca seigneur de Maurelmont (maison et pigeonnier).
En 1489, les faubourgs sont composés de neuf maisons, seize bordes, trois moulins pasteliers, de nombreux jardins (hort). Au total, 49 habitations dans la commune à cette époque.

#### Le fort d’Ayguesvives en 1743
Le cadastre de 1743 nous livre également des informations sur le fort d’Ayguesvives dont un dessin. Celui-ci est presque entièrement effacé, seul « Grand Passage » est annoté à l’intérieur de l’enceinte. On dénombre en tout 58 habitations (maisons et bordes) au village dont cinq maisons dans le fort. Monsieur de Martin seigneur tient dans le fort d’Ayguesvives trois châteaux avec offices, basses-cours, écuries, greniers et chais. Monsieur de Gillède tient maisons ou patus.

### Origine du village

#### Préhistoire
La découverte à En Turet de 3 haches polies révèle une fréquentation du lieu dès le Néolithique au moins. En Turet se situe sur un petit plateau à l’Est de la commune, le long de la Route de Saint-Léon.

#### Antiquité
Quelques vestiges gallo-romains ont été trouvés sur la commune  :
Des tuiles à rebords (taegule) au sommet de la colline de Montalbiau, point culminant. Peut-être y avait-il un poste de surveillance.
La tête d'Athéna en marbre blanc, trouvée en 1964 dans un jardin non loin de la place de l’église. Elle provient vraisemblablement d’un lieu de culte.
Enfin la borne milliaire gallo-romaine dressée sous un auvent derrière l'église permet de préciser le tracé de la Via Aquitania de Narbonne à Toulouse, peu après le passage de l'Hers.

#### Village seigneurial
Si l’abbaye de Boulbonne (Ordre de Citeaux) établie au XIIe siècle au sud de Mazères a joué un rôle essentiel au développement de la région, Montgiscard et Ayguesvives n’ont pas été sous sa tutelle. Des familles de seigneurs plus anciennes administrent ces deux villages.
La paroisse d’Ayguesvives appartenait, en 1279, à moitié au roi de France, à moitié à l'évêque de Toulouse. Avant cette date, Ayguesvives faisait partie des terres du fief des de Gavarret puis des Roqueville. Ces derniers sont connus pour leur implication active dans le catharisme. L’Église s’emploiera plus tard à récupérer les biens des faydits, ce qui expliquerait la tutelle ecclésiale d’Ayguesvives au XIIIe siècle.

### Les seigneurs et consuls
Au XIe siècle, Pierre-Roger de Gavarret, vicomte de Gabardan, possède de nombreuses terres dans le Lauragais qu’il lègue à son second fils, Arnaud-Roger de Gavarret.
À la fin du XIe siècle, Arnaud-Roger de Gavarret, seigneur de Montgiscard, Saint-Léon, Caussidières, Rouaix, etc., hérite des terres de son père et s’y établit vers la fin du XIe siècle. Il bâtit un château fort sur la rive droite de l’Ariège auquel il donne le nom de Gavarret. Les nombreux enfants d’Arnaud-Roger de Gavarret ont gardé la plupart des terres de la seigneurie jusqu’à la Révolution.
1210-1271, Guillaume de Gavarret, chevalier, seigneur de Saint-Léon, Caussidières, Montgiscard, Roqueville, Montesquieu en partie, etc., est né vers l’an 1210. Il descend au 4e degré d’Arnaud-Roger de Gavarret. En 1271, il prête serment de fidélité au roi, Philippe le Hardi, lors de la prise de possession du comté de Toulouse par ce dernier. Guillaume décède juste après. Ses enfants : Pierre de Gavarret et Sicard de Gavarret. Ce dernier part en Terre-Sainte vers 1280.
En 1240, naissance de Pierre de Gavarret, fils aîné de Guillaume, qui sera chevalier, seigneur de Saint-Léon, Caussidières, Montgiscard, etc.
En 1279, Le Roi, Philippe III le Hardi, souhaitant récupérer la seigneurie directe et la haute et basse justice sur une partie du temporel de l'évêque de Toulouse, un accord appelé la Philippine est établi entre eux. Cet acte passé à l'hôpital de Corbeil le 9/09/1279 permet à l'évêque, entre autres concessions, de garder de plein droit et à perpétuité la moitié de la ville d'Ayguesvives et l’albergue associée (10 sols toulousains), l’autre moitié revenant au Roi. L'évêque renonce à recevoir du roi l'hommage des châteaux de Fanjeaux et de Montgiscard. Le fief et la chapelle de Roqueville sont rattachés à cette fraction du temporel de l'évêque qui s'appellera la « Baronnie de Montbrun ». Une albergue lui est accordée, elle consiste dans le droit d'être nourris pendant un jour, lui et sa suite, lorsque l’évêque passe à Montgiscard.
En 1383, Bernard-Raymond de Roqueville, chevalier, seigneur, laisse un testament : Il donne 12 deniers à l'église Saint-Jean-de-Casalas et à celle de Saint-Barthélémy d'Ayguesvives.
En 1489, Monsieur Ramon de Pechbusca est seigneur de Maurelmont. Ayguesvives fait partie de son fief. Il est écrit dans le compoix d’Ayguesvives de 1489 : « Monsieur Ramon de Pechbusca seigneur de Maurelmont a une maison dans le fort d’Ayguesvives et un pigeonnier ». Il fait partie des plus gros propriétaires terriens de l’époque. Son fils, Jean de Puybusque, épouse le 11 avril 1489, Béatrix de Morlhon, fille d’Antoine de Morlhon, seigneur de Sanvensa, etc. et de Jeanne de Vernhes.
Au XVe siècle, Gabriel de Gavarret (~1460-1504) est seigneur de Vieillevigne, Gardouch en partie, Montgiscard, Roqueville, etc. Il épouse Margueritte de Varagne en 1488, fille de Bertrand de Varagne de Gardouch, seigneur de Roqueville, etc., et de Jeanne d’Arnave (armes : d’or à la croix de sable). Gabriel vend ses terres en 1497, ainsi que celles d’Ayguesvives et Donneville, à Jean de Garaud. Il décède en 1504. Trois fils : Bernard (0000-1546) célibataire qui transmet ses biens à Arnaud-Guillaume de Gavarret, son neveu, seigneur de Saint-Léon. Jean, prêtre, prieur de Nérac près de Lombez, qui lègue ses biens à Jean de Gavarret de Quint, chanoine de Saint-Sernin. François (0000-1563), célibataire, qui vend ses biens féodaux de Baziège à Jean de Garaud.
En 1497, Jean de Garaud achète de nombreuses terres aux de Gavarret, celles de Vieillevigne, Gardouch, Montgiscard, Roqueville, Ayguesvives et Donneville. Un peu après, des biens féodaux à Baziège. Les de Garaud Montesquieu conservent la seigneurie jusqu’au XVIIIe siècle.
En 1545, le dénombrement d’Ayguesvives fait état des possessions des nobles Sicard et Arnauld de Garaud, frères (habitant de Montesquieu) : Une borde et une « maison moulin pastelier » sises au campmas d’en Marques aux appartenances des Bastards + plus de 80 arpents de terres. Les seigneurs de Garaud font oblier au fief des seigneurs François de Saint-Félix et Antoinette de Puybusque mariés.
François de Garaud, seigneur de Montesquieu, épouse Anne de Bernin, fille de Jean de Bernin. Jean de Bernin, fixé à Montgiscard, est commerçant en pastel. Il remplit la charge de procureur de François de Garaud pour l'administration de ses domaines et passe divers baux à ferme, dont celui de la métairie de Mondet en 1583. François de Garaud achète à Jean Octavien de Garaud, seigneur de Prat.
Les de Garaud Montesquieu dénombre au XVIe siècle pour le fief d’Escosse sis à Ayguesvives (23 arpents de terre, sous la censive de 5 setiers blé, mesure à carton).
En 1505, trois consuls représentent Montgiscard : Noble Barthélémy Azémar, Pierre Gotz, Pierre Trébons. Un autre est aussi nommé pour Ayguesvives : Guillaume Ortiguier.
En 1545, François de Saint-Félix et Anthoinette de Pechbusque, mariés, sont seigneurs d’Ayguesvives. C’est Anthoinette, fille de Jean de Puybusque et petite-fille de Ramon de Puybusca, qui amène la seigneurie d’Ayguesvives en dot à François de Saint-Félix, seigneur de Clapiers, Montpezat, Aussergues. En 1513 à Toulouse, Antoinette épouse en premières noces le seigneur de Lautrec qui fut tué en Italie en 1518. Elle se remarie le 9 juin 1524 à François de Saint-Félix. Comme pour Mauremont et les Varennes, les biens des de Puybusque appartiennent toujours à leur descendance féminine. En 1545, la seigneurie comprend au total des terres à : Les Varenes, Les Pechs, Maurelmont, Gardouch, Montgaillard, Villenouvelle, Peyrens, Villefranche, Saint-Rome, Esquilles, Baziege, La Bastide, Vielhe-Vigne, Montesquieu, Ayguesvives et Montgiscard.
En 1608, Montgiscard dresse un nouveau compoix. La métairie de la Bordière, appartient à Claude de Saint-Félix, à son fils Harde de Saint-Félix seigneur des Varennes, et à un frère de Claude de Saint-Félix seigneur d'Ayguesvives.
En 1618, la directe de la seigneurie d’Ayguesvives est démembrée de celle des de Puybusque par mariage de Bernard d’Imbert en 1618 avec Marie de Bonnefoy, fille de Pierre d’Imbert et Guillemette veuve et héritière de Puybusque.
En 1645, Dame Marie de Saint-Félix (fille de Germain de Saint-Félix, seigneur des Varennes et de Catherine de Poulastron la Hillère) reçoit la métairie d'en Goudes, pour sa part héréditaire, de noble Claude de Saint-Félix Sieur d'Ayguesvives, son frère, par acte passé le 10 janvier 1645 dans le château de Mauremont, devant Arnaud Gérin, notaire de Baziège.
Au XVIIe siècle, Le Sieur d'Ayguesvives épouse Gertrude de Richebois. Ils ont deux fils : Germain François de Saint-Félix et Scipio-Joseph de Saint-Félix qui se rend en Lorraine en 1681.
Au XVIIe siècle, la seigneurie d'Ayguesvives appartient à Th. Aufrery, capitoul en 1665 et 1683.
Le 21 juin 1693, la Dame de la Plagnole veuve de noble de Saint-Félix, tutrice et administratrice des biens de ses enfants, fait cession à noble Imbert Seigneur direct d'Ayguesvives, de certaines directes de la métairie d’en Goudes pour le dédommager de celles qu'il réclamait aux chapelains.
Aux XVIIe et XVIIe siècles[Quoi ?], les d’Aldéguier sont coseigneurs d’Ayguesvives. Ils dénombrent le 8 juillet 1778 : Ils possèdent la directe sur 32 arpents de terre (censive de 13 setiers, 2 pugnères, 3 boisseaux blé, 4 paires poules, 3 setiers avoine).
Vers 1705, les de Gilède acquièrent quelques directes des de Saint-Félix et des de Martin d’Ayguesvives.
En 1706, noble François d'Imbert, Sieur d'Ayguesvives, cède ses biens à Jacques de Martin (~1675-1745) qui devient coseigneur direct. Jacques de Martin d’Ayguesvives, époux de Marie-Jeanne de Constans, sera capitoul en 1717. En 1719, il rembourse à la chapelle la somme 4500 livres prêtée.
L’ancêtre le plus ancien connu de la famille de Martin d’Ayguesvives est N. de Martin (~1565-0000), un bourgeois de Gaillac dont les deux fils, Antoine de Martin l’aîné (~1590-0000) et Antoine de Martin dit « le jeune » (~1592-0000), s’installent à Toulouse, rue du Bourguet et rue de Sainte-Ursule (commerce de textile). Antoine de Martin, le cadet, est le fondateur de la lignée des seigneurs d’Ayguesvives. Marié à Bertrande de Cantner, il aura douze enfants dont Jacques de Martin (~1620-0000) qui épouse Jeanne de Rahou, d’où trois fils. L’un d’eux, Jean de Martin (~1645-0000) marié à N. de Régnier, donne naissance à sept enfants. Parmi eux, Jacques de Martin (~1675-1745), marié à Marie-Jeanne de Constans en 1700, écuyer, capitoul de Toulouse (avant 1723), fera l’acquisition en 1706 de la seigneurie d’Ayguesvives. Un seul enfant est issu de ce mariage, Jean-Jacques de Martin d’Ayguesvives (1711-1741) qui épouse le 28 novembre 1738 Marie de Serres, il sera conseiller au Parlement de Toulouse, il décède à l’âge de 30 ans. Un fils est issu de ce mariage, Jean-Jacques-Marie-Joseph de Martin d’Ayguesvives (1738-1794) qui hérite de la seigneurie d’Ayguesvives, il épouse Marie-Hélène de Polastre le 16 janvier 1763, il sera Président au Parlement. Les deux époux sont emprisonnés à Paris, puis guillotinés en 1794. Ils laissent 7 enfants.
Paul de Martin d’Ayguesvives Malaret (1820-1886) est l’arrière-arrière petit-fils de Jean Jacques de Martin d’Ayguesvives (1738-1794). Il épouse Nathalie de Ségur (1827-1910) à Paris en 1846, la fille de la célèbre Comtesse de Ségur (1799-1874). Le couple donnera naissance à Camille et Madeleine, dont la Comtesse s’inspira pour écrire les « Petites filles modèles ».
En 1723, les consuls d’Ayguesvives sont Géraud Bezac et Jean Blanc.
Le 27 novembre 1723, d’après le Registre des délibérations du conseil municipal d’Ayguesvives, le comte de Belle-Isle, Charles Louis Auguste Fouquet, vend pour 40 000 livres les terres de Montgiscard, siège d’une importante châtellerie, à deux anciens capitouls : noble Jacques de Martin (~1675-1745), seigneur direct du lieu d’Ayguesvives, et Jean Raymond de Campunaut. Auparavant, Montgiscard appartenait à Louis XV qu’il cède au Comte de Belle-Isle en échange de la baronnie de Beaucaire par lettre patente de juin 1719. Ils achètent aussi la 6e partie de la seigneurie de Deyme pour 5 000 livres. Les Campunaut conservèrent leur part. Le président d’Ayguesvives la revend au président de Senaux, seigneur de La Bécède et baron de Montbrun, par achat de l’archevêché.
En 1743, le cadastre d’Ayguesvives précise que « Monsieur de Martin Seigneur tient dans le Fort d’Ayguesvives 3 châteaux, …, une maison servant de chais, … » et « Au faubourg d’auta, al Casal et au château de Monsieur de Saint-Félix, …, conseigneur ».
En 1744, les Gavalda achète le fief d’Escosse (Ayguesvives), dénombré dès le XVIe siècle, à Jean Hector de Garaud, comte de Prat.
En 1745, après le décès de son grand-père Jacques, Jean-Jacques-Marie-Joseph de Martin d’Ayguesvives (1738-1794), Président au Parlement de Toulouse, époux de Marie-Hélène de Polastre, devient Seigneur d’Ayguesvives et autres lieux. Le couple possède également un hôtel particulier 16 rue Mage à Toulouse.
En 1765, les de Gilède vendent quelques directes aux Gabalda, précédemment acquises (vers 1705) auprès des de Saint-Félix et de Martin d’Ayguesvives.
Le 31 mai 1770, les Gabalda, bourgeois d’Ayguesvives, dénombrent plusieurs fiefs acquis des de Gilède, de Garaud, de Martin d’Ayguesvives et des Brailly, pour une petite directe dépendant de Baziège.
En 1771, les Delpy possèdent une directe de 25 setiers blé, 1 setier avoine, 22 gélines et 12 livres, et d’autres à Ayguesvives, Baziège, Belbèze, Donneville, Montlaur et Pouze.
En 1785, les Delpy, bourgeois anoblis par le capitoulat, sont acquéreurs des de Garaud pour une petite portion de directe rapportant 3 setiers blé, quelques deniers et quelques poules.
En 1810, Félix de Martin d’Ayguesvives (1769/1836) est devenu Procureur impérial à la cour de Toulouse, il épouse Pauline de Cambon d’où 2 enfants.
En 1817, Marie-Alphonse de Martin d’Ayguesvives (1796/1831), est devenu Procureur général à la Cour d'appel de Toulouse, et épouse à Toulouse Camille de Malaret d'où 6 enfants.
En 1818, Emma de Martin d’Ayguesvives (1801/1855) épouse Jean-Théodore de Candie de Saint-Simon, baron du Château de Candie à Saint-Simon, Secrétaire général des Finances du Roi à Toulouse, d’où 4 enfants.
En 1847, Paul de Martin d’Ayguesvives de Malaret (1820/1886) est devenu Baron de Malaret, secrétaire d’ambassade à Londres, ministre plénipotentiaire à Florence, marié à la fille de la comtesse de Ségur, son épouse Nathalie de Ségur d’où 4 enfants, mère des Petites Filles modèles est Dame d’honneur de l’Impératrice Eugénie, et figure sur le célèbre tableau de Winterhalter.
En 1857, Jacques-Auguste de Martin d’Ayguesvives (1829/1887) épouse Nelly Guérin de Foncin d’où 5 enfants, il est devenu Maire de Fonbeauzard, Chambellan de Napoléon III le 6/2/1854 contre la guerre Prusse en 1870, conseiller canton
Montgiscard 1860, député de la Hte-Garonne de 1876 à 1881.
En 1880, Auguste de Martin d’Ayguesvives (1829/0000) Chambellan de Napoléon III (1863-1869), Député au Corps
Législatif (1863-1870) puis à la Chambre des Députés
(1876-1881); épouse Nelly Guérin de Foncin. A Fonbeauzard, un socle marqué M-A (Malaret-Ayguesvives) supportant la Nostra-Damette (Vierge à l’enfant du XVIe siècle) qui aurait miraculeusement échappé à l’incendie de la chapelle du château.
En 1943, Germaine de Martin d’Ayguesvives (1898/0000) est devenue Général de Division, épouse Roger de Bazelaire de Boucheron.

### L’activité économique
Ayguesvives semble s’être développé et enrichi avec le commerce du pastel et l’élevage ovin, comme en témoigne le dessin à la clé de voûte de l’église. Le compoix de 1489 compte 35 maisons, 32 bordes, 3 moulins pasteliers, 2 pigeonniers. Un fort construit au centre du village et un hameau nommé An Phelip.
Le dénombrement de 1545 compte 41 maisons, 27 bordes, 2 moulins pasteliers, 1 pigeonnier. François de Saint-Félix et Gilbert Michaelis sont docteurs en droits. La plupart des propriétaires sont laboureurs. Germain Marques est couturier. Aymeric Ramond, Huguot Morouel et Arnauld Arganso sont barbiers. Jacques Falco est fustier. Pierre Ortiguier, propriétaire d’un moulin pastelier, est marchand. Anthoine Tressolz, André Rocquette, Jehan et Bernard Avessens, sont marchands de Montesquieu.
De riches lignées familiales s’installent à Ayguesvives, pas moins de quatre châteaux se construisent entre les XVIe et XVIIIe siècles.

### Le patrimoine

#### La borne milliaire romaine
Adossée au mur extérieur de l’église d’Ayguesvives, la borne milliaire romaine datant du IVe siècle attire la curiosité. Elle provient de la voie romaine d’Aquitaine qui reliait Narbonne à Bordeaux et dont le tracé traverse Ayguesvives. Ce milliaire marquait un mille passum (~ 1481 m). Seulement onze bornes romaines sont parvenues jusqu’à nous, exposées dans les musées pour la plupart.

#### Les tuileries
En 1489, Monsieur Durant possède des murailles vieilles de pigeonniers et tuilerie et un arpent de terre tout en un tenant au lieu appelé « au Colomié » qui fut à Nicholau de Lavadia. Un lieu-dit « a la Teularia » apparaît aussi en 1489. En 1545, on trouve à nouveau un lieu-dit « a la Teularie » où Jehan Recouderc et Robert Maurel y possèdent un arpent de terre avec le « ruisseau de l'Amadou » à l'Est et le « ruisseau de Cossac et la font » au Nord. En 1743, Mansou Cantareuil tient une maison-tuilerie à « La Pradasse », Monsieur de Tournier celle de « a Bonson » (« a la coste de la Teularie »). On remarque encore aujourd’hui une résurgence formant une mare d’eau assez profonde, au pied de la colline de Montalbiau. Une tuilerie aux Bastards est tenue par Noble Accurse de Blandinières. Également une maison-tuilerie « a Fontourloure » (chemin de la Tuilerie actuel qui longe l’Amadou) appartenant aux héritiers de Pierre et Mansou Cantareuil. Un lieudit « a las Teularies » situé à la Val Priout, désigne l’emplacement de très anciennes tuileries. La tuilerie de Ticaille encore visible aujourd’hui, apparaît vers 1815. Elle se situe route de Gardouch à l’entrée du village.

#### Les pigeonniers
Un pigeonnier sur arcades avec la toiture à deux pans « en pied de mulet » (XVIIe – XVIIIe siècles), situé non loin du collège, n’a pas résisté à une forte tempête, il s’effondre en 2001.
Le compoix de 1489 parle de « murailles vieilles de pigeonniers et tuilerie » au lieu-dit « au Colomié », mais aussi de Monsieur Ramon de Pechbusque qui possède une maison dans le Fort d’Ayguesvives et un pigeonnier. Des terres au lieu-dit « als Colomiés » appartiennent à Guilhem Ortiguié et Vidal Bardet. En 1545, Pierre Ortiguier possède deux arpents de terre au lieu-dit « al pont de la peyra sive a camp larc » avec un colombier. Un lieu-dit « al Colomier » avec des parcelles de terre et vignes, une maison-borde appartenant à Pierre et Jehan Loscas, une autre maison-borde appartenant à Guilaume Losca. Un autre lieu-dit « a las bolvenas ou al colomier » où Domeng et Jehan Perga y possèdent une vigne. Étienne et Pierre Goudes tiennent une vigne « en Barrière ou al Colomier ». En 1743, un pigeonnier situé « as Bastards », à côté du château, appartient à Noble Accurse de Blandinières.

#### Le canal du Midi
Le canal du Midi est officiellement ouvert en 1681. Son fondateur, Pierre-Paul Riquet, n’assiste pas à l’inauguration, il décède l’année d’avant. Ce chef-d’œuvre d’architecture et d’ingéniosité a été classé au Patrimoine Mondial en 1996. Par chance, le Canal du Midi passe sur la commune d’Ayguesvives. L’écluse de Ticaille est le meilleur endroit pour l’admirer et s’y promener.

#### Les moulins
En 1489, Arnaut Ortiguié possède deux moulins pasteliers, l’un « davant la ville », l’autre « al camp de la Vertat », ce dernier « n’est point bâti » il n’a que les murs. Ramon de Pechbusque seigneur de Mauremont tient un moulin pastelier avec une borde attenante. En 1545, on a une maison moulin pastelier « au campmas d'en Marques » appartenant aux de Garaud, seigneurs de Montesquieu. Une maison avec moulin pastelier situé « al camp de la vertat », avec le ruisseau de l'Amadou à l'Est, appartiennent à Pierre Ortiguier. Une borde « an Cante » avec un autre moulin à vent lui appartiennent également. En 1743, Monsieur de Gillède possède un moulin à vent situé « al Cammas de Phelip ». Il en reste aujourd'hui encore les vestiges. D’autres moulins seront construits à Ayguesvives : Le moulin des Graves qui disparaît au XIXe siècle (il subsiste deux meules). Le Moulin hydraulique de Ticaille datant de 1831, construit par Madame d’Ayguesvives.

### Les événements marquants
Voir les ouvrages de Jean Odol, historien du Lauragais, sur les thèmes suivants :
L’Ordre de Citeaux et l’abbaye de Boulbonne (1098), Le prince noir (1355), L’âge d’or du pastel (XVe siècle), Le Canal du Midi (1681), Le commerce du froment (XVIIIe siècle), L’insurrection royaliste – Les combats de Montgiscard et Montalbiau (1799), La bataille de Toulouse et l'occupation anglaise d'Ayguesvives (1814), Le procès de Carcassès (1829), Le plébiscite de 1852 à Ayguesvives, Alphonse XIII, Roi d'Espagne à Ayguesvives (début du XXe siècle), etc.

## Politique et administration

### Administration municipale
Le nombre d'habitants au recensement de 2017 étant compris entre 2 500 habitants et 3 499 habitants, le nombre de membres du conseil municipal pour l'élection de 2020 est de vingt-trois,.

### Rattachements administratifs et électoraux
Commune faisant partie de la dixième circonscription de la Haute-Garonne, du Sicoval et du canton d'Escalquens (avant le redécoupage départemental de 2014, Ayguesvives faisait partie de l'ex-canton de Montgiscard).

### Liste des maires
| Période                                  | Période                   | Identité              | Étiquette | Qualité |
| ---------------------------------------- | ------------------------- | --------------------- | --------- | --- |
| Les données manquantes sont à compléter. |                           |                       |           | |
| 1878                                     | 1900                      | Baptiste Berseille    | Rad.      | Conseiller d'arrondissement (1898 → 1904) |
| Les données manquantes sont à compléter. |                           |                       |           | |
| 1904                                     | 1944                      | Émile Berseille       | Rad.      | Conseiller général de Montgiscard (1925-1940) Conseiller d'arrondissement (1904 → 1910)                                                                                       |
| Les données manquantes sont à compléter. |                           |                       |           | |
| mars 1959                                | 1975 (démission)          | Jean Odol (1927-2020) |           | Professeur de lycée puis inspecteur pédagogique |
| 1975                                     | 1990 (démission)          | Henri Saby            | PS        | Physicien et ingénieur de recherche au CNRS Député européen (1981 → 1994) Conseiller régional de Midi-Pyrénées (1978 → 1980) Suppléant du député Gérard Houteer (1973 → 1978) |
| 1990                                     | mars 2008                 | Alain Bertelli        | PS        | Premier adjoint au maire (1989 → 1990) Vice-président du Sicoval |
| mars 2008                                | 1er août 2024 (démission) | Jacques Oberti        | PS        | Ingénieur Adjoint au maire (2001 → 2008) Député de la Haute-Garonne (10e circ.) (2024 → ) Président du Sicoval (2015 → 2024)                                                  |
| 5 août 2024                              | En cours (au 9 août 2024) | Alain Maurel          | PS        | Agriculteur retraité, ancien adjoint au maire |

## Population et société

### Démographie
L'évolution du nombre d'habitants est connue à travers les recensements de la population effectués dans la commune depuis 1793. Pour les communes de moins de 10 000 habitants, une enquête de recensement portant sur toute la population est réalisée tous les cinq ans, les populations de référence des années intermédiaires étant quant à elles estimées par interpolation ou extrapolation. Pour la commune, le premier recensement exhaustif entrant dans le cadre du nouveau dispositif a été réalisé en 2006.

En 2022, la commune comptait 2 807 habitants, en évolution de +6,29 % par rapport à 2016 (Haute-Garonne : +8,02 %, France hors Mayotte : +2,11 %).
| 1793 | 1800 | 1806 | 1821 | 1831 | 1836 | 1841 | 1846 | 1851 |
| ---- | ---- | ---- | ---- | ---- | ---- | ---- | ---- | ---- |
| 630  | 810  | 653  | 740  | 762  | 723  | 736  | 761  | 774  |

| 1856 | 1861 | 1866 | 1872 | 1876 | 1881 | 1886 | 1891 | 1896 |
| ---- | ---- | ---- | ---- | ---- | ---- | ---- | ---- | ---- |
| 756  | 701  | 680  | 657  | 619  | 590  | 597  | 579  | 548  |

| 1901 | 1906 | 1911 | 1921 | 1926 | 1931 | 1936 | 1946 | 1954 |
| ---- | ---- | ---- | ---- | ---- | ---- | ---- | ---- | ---- |
| 527  | 503  | 508  | 437  | 435  | 429  | 369  | 427  | 496  |

| 1962 | 1968 | 1975  | 1982  | 1990  | 1999  | 2006  | 2011  | 2016  |
| ---- | ---- | ----- | ----- | ----- | ----- | ----- | ----- | ----- |
| 515  | 876  | 1 218 | 1 261 | 1 523 | 1 815 | 2 143 | 2 426 | 2 641 |

| 2021  | 2022  | - | - | - | - | - | - | - |
| ----- | ----- | - | - | - | - | - | - | - |
| 2 764 | 2 807 | - | - | - | - | - | - | - |

| selon la population municipale des années : | 1968 | 1975 | 1982 | 1990 | 1999 | 2006 | 2009 | 2013 |
| Rang de la commune dans le département      | 90   | 77   | 85   | 87   | 90   | 88   | 88   | 87   |
| Nombre de communes du département           | 592  | 582  | 586  | 588  | 588  | 588  | 589  | 589  |

### Enseignement
Ayguesvives fait partie de l'académie de Toulouse.
L'éducation est assurée sur la commune d'Ayguesvives par une école maternelle, une école élémentaire et le collège Jean Paul-Laurens.

### Culture et festivités
Médiathèque, comité des fêtes, salle des fêtes, théâtre,

### Activités sportives
Les activités sportives sur Ayguesvives sont regroupés au sein de l'ASA (Association sportive d'Ayguesvives). L'ASA possède plusieurs sections : la section rugby à XIII avec le club d'Ayguesvives XIII, le tennis, le Basket-ball, le badminton, la pétanque, le football la chasse, et le polo. Gymnase,

#### Club de rugby à XIII
Plusieurs fois freiné au cours de son histoire, le rugby à XIII poursuit son expansion et s'installe à Ayguesvives en 1969. Sous la houlette du maire d'alors, Jean Odole, un débat est organisé entre Pierre Villepreux pour le XV et Raymond Revert pour le XIII. De cet échange est créée une section XIII dans le village. En 1990, les cadets d'Ayguesvives réalisent l'exploit de devenir champion de France fédérale, depuis lors la machines ayguesvivoise est lancée, en effet le club n'a cessé d'obtenir de bons résultats tant à l'école de rugby (champion Midi-Pyrénées pupilles 2003 et benjamins 2008, vainqueur conseil général premiers pas 2012, finaliste Midi-Pyrénées premier pas, poussins, benjamins 2015,) et en minimes-cadet (plusieurs fois demi-finalistes du championnat de France 3e division). De plus depuis 2014, le club a pu mettre en place une équipe féminine de minimes et cadettes championnes départementales UNSS et vice-championnes académiques, qui participe pour la saison 2015-2016 au premier championnat de France minimes-cadettes (13-16 ans). Une équipe senior est relancée dans le championnat de Nationale II pour la saison 2014-2015.
Les féminines :
Cadettes : les cadettes d Ayguesvives atteignent deux années de suite la finale du championnat de France (2014/2015 et 2015/2016) s inclinant deux fois face à Marseille XIII Avenir, respectivement 50 à 14 puis 50 à 36. Elles remportent néanmoins la coupe de la Ligue Occitanie face à Realmont, sur le score de 90 à 04, amenant un premier titre féminin au club.
Après une saison 2017/2018 sans cadettes en raison d'une montée de l'équipe en senior, l'équipe repart de plus belle en 2018/2019 avec une nouvelle génération de joueuses issus de la section du collège du village. Une belle année qui ce terminera par une demi finale de championnat de France, perdu 18 à 16 face aux griffonnes de Realmont.
Après deux saisons blanches en raison du Covid-19, l'équipe cadette s'appuie sur sa troisième génération pour la saison 2021/2022. Une saison épique où les jeunes filles remporteront le championnat de France face à Pia sur le score de 16 à 14. Un 2d titre national pour le club attendu pendant 32 ans après les cadets de 1990.
La saison 2022/2023 est un peu décevante pour les jeunes filles d'Ayguesvives, en effet malgré une coupe de la ligue remportée (la deuxième de son histoire) les cadettes s inclineront en 1/2 finale face au futur vainqueur, Lézignan.
Seniors : 
Équipe créée en 2017/2018 à la suite de nombreuses montées de cadettes issues de la première génération, l'équipe senior féminine trace un beau parcours.
Pour sa première saison l équipe se qualifie en demi finale du championnat de France élite 2 (deuxième division).
En 2018/2019 l équipe est promu en élite 1 (première division), elle termine a la 7em place.
Après deux saisons blanches à cause du covid-19, les seniors repartent en Division Nationale pour la saison 2021/2022, et se hissent en finale du championnat. Elles s'inclineront 30 à 16 face à Pia.
La saison 2022/2023 sera sûrement l'une des plus abouties depuis la création de la section féminine. En effet les seniors, promues en élite 2, terminerons leader du championnat mais devront une nouvelle fois s'incliner face à Pia au parc des Sports et de l Amitié à Narbonne.
Équipe de France :
Plusieurs joueuses d Ayguesvives ont défendu les couleurs de la France.
La première à montrer la voie n est autre qu Emma Fourage, une des 13 pionnières. Elle portera le maillot bleu à 2 reprises au poste de demi de mêlée. Contre l Italie puis contre l armée Anglaise pour une victoire par 60 à 0 sur ces deux rencontres.
La 2d est Lise Michel, formée dès son plus jeune âge à l école de rugby, Lise a été retenue dans un groupe de 36 joueuses en 2020 afin de préparer la coupe du Monde 2021 en Angleterre (reportée en 2022 à cause du Covid). Elle gravira peu à peu les étapes jusqu'a être retenue dans le groupe des 24 pour la coupe du Monde. Elle connaîtra sa première cape lors du match de poule face à l'Australie (ndlr tenante du titre).

### Écologie et recyclage
La collecte et le traitement des déchets des ménages et des déchets assimilés ainsi que la protection et la mise en valeur de l'environnement se font dans le cadre du Sicoval. La commune possède une station d'épuration depuis 2019.

## Économie

### Revenus
En 2018  (données Insee publiées en septembre 2021), la commune compte 992 ménages fiscaux, regroupant 2 731 personnes. La médiane du revenu disponible par unité de consommation est de 27 160 € (23 140 € dans le département). 66 % des ménages fiscaux sont imposés (55,3 % dans le département).

### Emploi
|                | 2008  | 2013  | 2018  |
| -------------- | ----- | ----- | ----- |
| Commune        | 5,6 % | 5,7 % | 5,7 % |
| Département    | 7,7 % | 9,6 % | 9,3 % |
| France entière | 8,3 % | 10 %  | 10 %  |

En 2018, la population âgée de 15 à 64 ans s'élève à 1 713 personnes, parmi lesquelles on compte 79,7 % d'actifs (74 % ayant un emploi et 5,7 % de chômeurs) et 20,3 % d'inactifs,. Depuis 2008, le taux de chômage communal (au sens du recensement) des 15-64 ans est inférieur à celui de la France et du département.
La commune fait partie de la couronne de l'aire d'attraction de Toulouse, du fait qu'au moins 15 % des actifs travaillent dans le pôle,. Elle compte 566 emplois en 2018, contre 550 en 2013 et 549 en 2008. Le nombre d'actifs ayant un emploi résidant dans la commune est de 1 276, soit un indicateur de concentration d'emploi de 44,4 % et un taux d'activité parmi les 15 ans ou plus de 67,8 %.
Sur ces 1 276 actifs de 15 ans ou plus ayant un emploi, 196 travaillent dans la commune, soit 15 % des habitants. Pour se rendre au travail, 89,6 % des habitants utilisent un véhicule personnel ou de fonction à quatre roues, 3,2 % les transports en commun, 4 % s'y rendent en deux-roues, à vélo ou à pied et 3,1 % n'ont pas besoin de transport (travail au domicile).

### Activités hors agriculture

#### Secteurs d'activités
183 établissements sont implantés  à Ayguesvives au 31 décembre 2019. Le tableau ci-dessous en détaille le nombre par secteur d'activité et compare les ratios avec ceux du département,.
| Secteur d'activité                                                                                        | Commune | Commune | Département |
| Secteur d'activité                                                                                        | Nombre  | %       | %           |
| --- | ------- | ------- | ----------- |
| Ensemble                                                                                                  | 183     | 100 %   | (100 %)     |
| Industrie manufacturière, industries extractives et autres                                                | 10      | 5,5 %   | (5,7 %)     |
| Construction                                                                                              | 23      | 12,6 %  | (12 %)      |
| Commerce de gros et de détail, transports, hébergement et restauration                                    | 39      | 21,3 %  | (25,9 %)    |
| Information et communication                                                                              | 9       | 4,9 %   | (4,1 %)     |
| Activités financières et d'assurance                                                                      | 6       | 3,3 %   | (3,8 %)     |
| Activités immobilières                                                                                    | 5       | 2,7 %   | (4,2 %)     |
| Activités spécialisées, scientifiques et techniques et activités de services administratifs et de soutien | 36      | 19,7 %  | (19,8 %)    |
| Administration publique, enseignement, santé humaine et action sociale                                    | 37      | 20,2 %  | (16,6 %)    |
| Autres activités de services                                                                              | 18      | 9,8 %   | (7,9 %)     |

Le secteur du commerce de gros et de détail, des transports, de l'hébergement et de la restauration est prépondérant sur la commune puisqu'il représente 21,3 % du nombre total d'établissements de la commune (39 sur les 183 entreprises implantées  à Ayguesvives), contre 25,9 % au niveau départemental.

#### Entreprises et commerces
Les cinq entreprises ayant leur siège social sur le territoire communal qui génèrent le plus de chiffre d'affaires en 2020 sont : 
- Cnim Air Space, construction aéronautique et spatiale (6 129 k€)
- Estego, supermarchés (1 027 k€)
- Sabatier Patrick, fabrication d'équipements aérauliques et frigorifiques industriels (863 k€)
- SARL Generation, aide à domicile (607 k€)
- Pro Fermetures Services, travaux de menuiserie métallique et serrurerie (577 k€)

Site de production d'Airstar Aerospace.

### Agriculture
La commune est dans le Lauragais, une petite région agricole occupant le centre-nord du département de la Haute-Garonne. En 2020, l'orientation technico-économique de l'agriculture  sur la commune est la culture de céréales et/ou d'oléoprotéagineuses.
|               | 1988 | 2000 | 2010 | 2020 |
| ------------- | ---- | ---- | ---- | ---- |
| Exploitations | 26   | 18   | 10   | 10   |
| SAU (ha)      | 633  | 974  | 523  | 597  |

Le nombre d'exploitations agricoles en activité et ayant leur siège dans la commune est passé de 26 lors du recensement agricole de 1988  à 18 en 2000 puis à 10 en 2010 et enfin à 10 en 2020, soit une baisse de 62 % en 32 ans. Le même mouvement est observé à l'échelle du département qui a perdu pendant cette période 57 % de ses exploitations,. La surface agricole utilisée sur la commune a également diminué, passant de 633 ha en 1988 à 597 ha en 2020. Parallèlement la surface agricole utilisée moyenne par exploitation a augmenté, passant de 24 à 60 ha.

## Culture locale et patrimoine

### Lieux et monuments
- Borne milliaire gallo-romaine imposante en très bon état de conservation, adossée à l'église et provenant de la Via Aquitania. Erigée au IVème siècle avant J-C, elle porte trois séries d'inscriptions, la première dédiée à l'Empereur Constantin, datée des années 306-337 après J.C. . la deuxième dédiée aux empereurs Maxime et Flavius Victor au cours des années 383-388 après J.C. ; la troisième dédiée aux empereurs Valentinien II, Théodose et Arcadius au cours des années 383-392 après J.C. Cette borne est inscrite dans la Base Palissy des Monuments Historiques depuis le 30 10 1914 sous la référence : PM 31000004.
- Église paroissiale Saint-Saturnin, caractéristique de l'époque du pastel, construite dans un style gothique tardif, clocher-mur typique du Lauragais.
- Château du XVIIIe siècle servant actuellement de mairie, construit en brique foraine, inspiré du Petit Trianon et malheureusement défiguré par des ajouts architecturaux récents. Il a appartenu à la famille Malaret Martin d'Ayguesvives, rendue célèbre par la comtesse de Ségur.
- Souterrain reliant le château à l'église, détruit dans les années 1970.
- Écluse d'Ayguesvives ou de Ticaille sur le canal du Midi. Elle a été décrite par Thomas Jefferson lors de son voyage sur le canal du Midi. Malencontreusement victime d'un projet de modernisation durant les années 1970.
- Pont-canal d'Ayguesvives ou de Ticaille construit par Vauban après la disparition de Pierre-Paul Riquet pour éviter l'envasement du canal par l'Amadou, affluent de l'Hers-Mort.
- Écluse du sanglier.

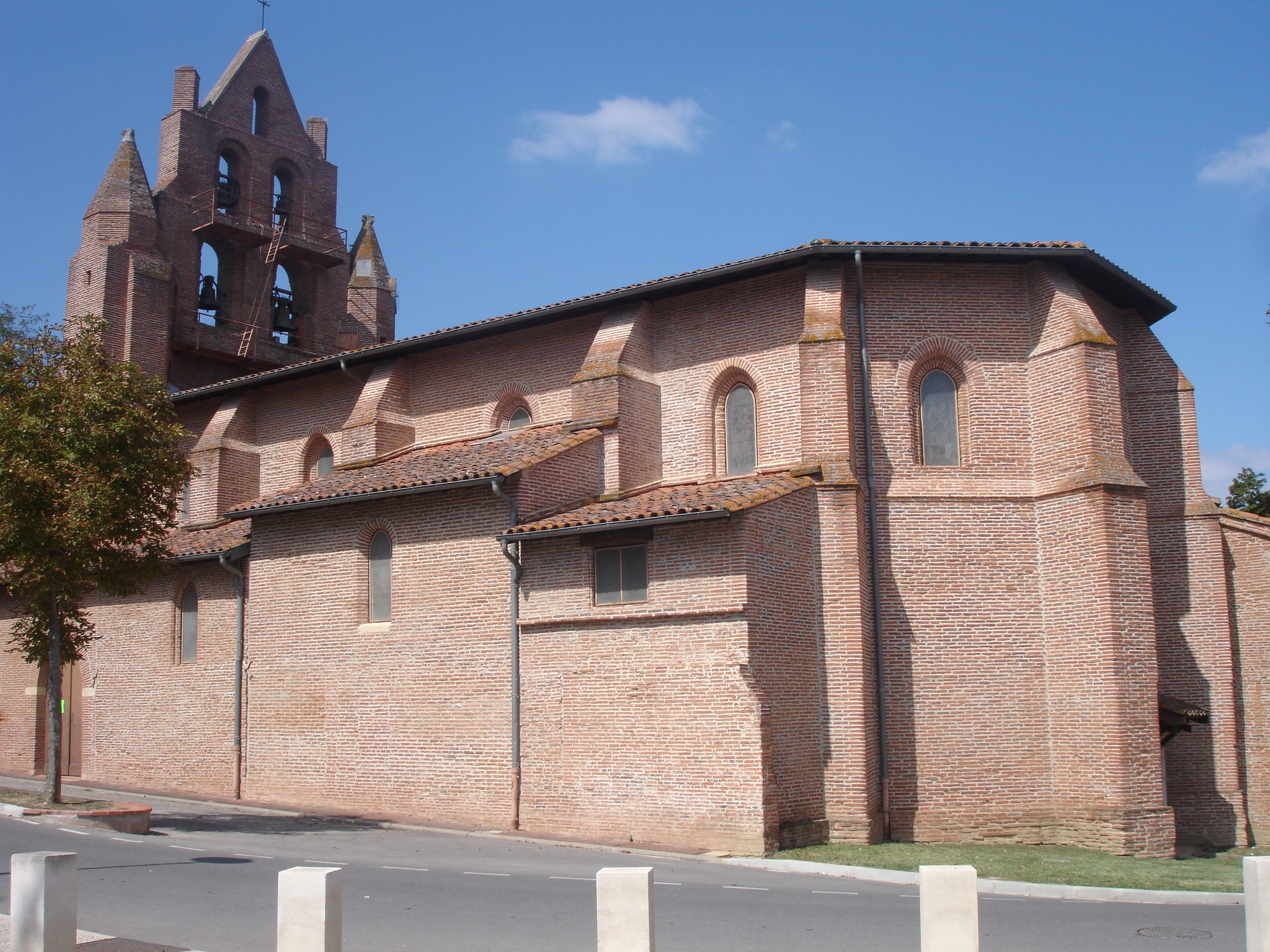
L'église Saint-Saturnin.
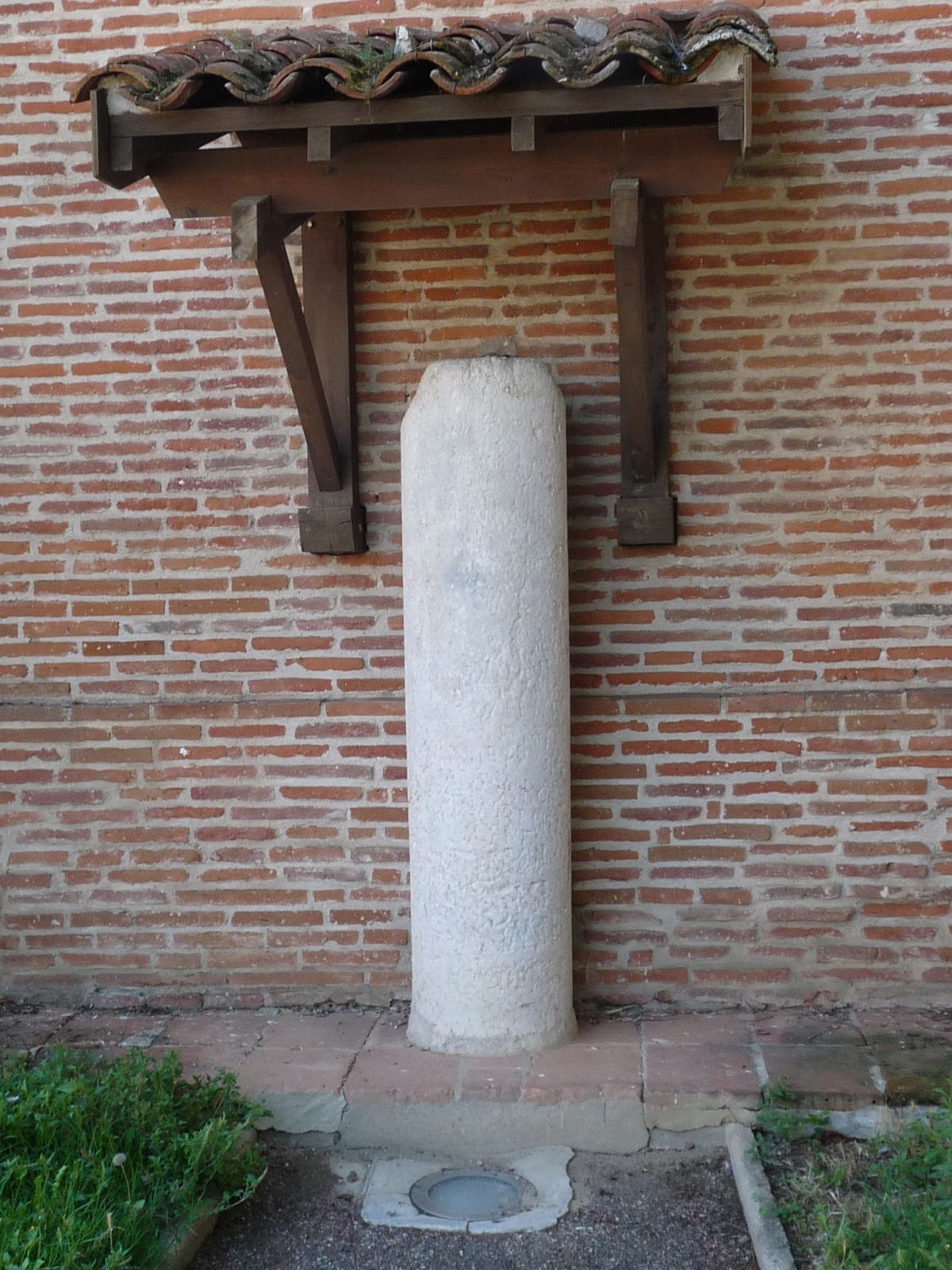
La borne milliaire.

### Personnalités liées à la commune
Audrey Zitter, première femme entraineure d'une équipe masculine sportive en France en 2013, qui en fréquenta l'école de rugby à XIII.

### Héraldique
| Ayguesvives | Son blasonnement est : de gueules à l'agneau contourné d'argent surmonté d'une montagne d'or d'où sortent cinq jets d'eau du même, accompagné de trois molettes d'or. |